# Топар (Восточно-Казахстанская область)
Топар (каз. Топар) — упразднённое село в Аягозском районе Восточно-Казахстанской области Казахстана. Ликвидировано в 2013 году. Входило в состав Майлинского сельского округа. Код КАТО — 633467500.

## Население
В 1999 году население села составляло 113 человек (49 мужчин и 64 женщины). По данным переписи 2009 года, в селе проживало 75 человек (38 мужчин и 37 женщин).